# Кореньки (городской округ Клин)
Кореньки — деревня в городском округе Клин Московской области России. Население — 6 чел. (2010).

## Население
| 1852 | 1859 | 1890 | 1899 | 1926 | 2002 | 2006 |
| ---- | ---- | ---- | ---- | ---- | ---- | ---- |
| 256  | ↗259 | ↗268 | ↘208 | ↗229 | ↘6   | →6   |
| 2010 |      |      |      |      |      |      |
| →6   |      |      |      |      |      |      |

## География
Деревня Кореньки расположена на северо-западе Московской области, в южной части городского округа Клин, недалеко от границы с городским округом Истра, примерно в 35 км к юго-западу от окружного центра — города Клина, на правом берегу реки Нудоль, у устья безымянного ручья, правого притока, высота центра над уровнем моря — 200 м. Ближайшие населённые пункты — Коськово на противоположном берегу ручья и Скрепящево на севере.

## История
В середине XIX века деревня Коренки 1-го стана Клинского уезда Московской губернии принадлежала гвардии полковнику Фёдору Петровичу Глебову-Стрешневу, в деревне было 24 двора, крестьян 121 душа мужского пола и 135 душ женского.
В «Списке населённых мест» 1862 года — владельческая деревня 1-го стана Клинского уезда по правую сторону Звенигородского тракта, в 25 верстах от уездного города и 25 верстах от становой квартиры, при колодце, с 38 дворами и 259 жителями (120 мужчин, 139 женщин).
В 1899 году деревня с 208 жителями входила в состав Спас-Нудольской волости Клинского уезда, действовала земская лечебница.
По данным на 1911 год число дворов составляло 59.
По материалам Всесоюзной переписи населения 1926 года — административный центр Кореньковского сельсовета Спас-Нудольской волости Клинского уезда в 12,8 км от Пятницкого шоссе и 26,7 км от станции Подсолнечная Октябрьской железной дороги; проживало 229 человек (105 мужчин, 124 женщины), насчитывалось 48 хозяйств, из которых 46 крестьянских.
С 1929 года является населённым пунктом Московской области в составе Нудольского сельсовета Новопетровского района (1929—1959), Нудольского сельсовета Рузского района (1959), Нудольского сельсовета Клинского района (1959—1963, 1965—1975), Нудольского сельсовета Солнечногорского укрупнённого сельского района (1963—1965), Щёкинского сельсовета Клинского района (1975—1994), Щёкинского сельского округа Клинского района (1994—2006), сельского поселения Нудольское Клинского района (2006—2017), городского округа Клин (с 2017).